# La Seuva Pròpra
La Seuva Pròpra (en francès Lasseube-Propre) és un municipi francès situat al departament del Gers i a la regió d'Occitània.

## Demografia
| 1962                                       | 1968 | 1975 | 1982 | 1990 | 1999 | 2006 |
| ------------------------------------------ | ---- | ---- | ---- | ---- | ---- | ---- |
| 143                                        | 143  | 138  | 163  | 210  | 237  | 326  |
| Des de 1962: població sense dobles comptes |      |      |      |      |      |      |

## Administració
| Període   | Identitat        | Partit |
| --------- | ---------------- | ------ |
| 2001-2008 | Gilbert Lacarce  |        |
| 2008-     | André Sempastous |        |